# مقاطعة غالفيستون (تكساس)
مقاطعة غالفيستون (بالإنجليزية: Galveston  County)‏ هي إحدى المقاطعات في ولاية تكساس، الولايات المتحدة الأمريكية. تقع على طول ساحل الخليج المجاور لخليج غالفستون. واعتبارًا من تعداد عام ٢٠٢٠، بلغ عدد سكانها ٣٥٠,٦٨٢ نسمة. تأسست المقاطعة عام ١٨٣٨. مركز المقاطعة هو مدينة غالفستون، التي تأسست في العام التالي، وتقع في جزيرة غالفستون. أكثر بلديات المقاطعة اكتظاظًا بالسكان هي ليغ سيتي، إحدى ضواحي هيوستن في الطرف الشمالي للمقاطعة، والتي تجاوزت غالفستون في عدد السكان خلال أوائل العقد الأول من القرن الحادي والعشرين.